# مارک هیوز
لزلی مارک هیوز (انگلیسی: Leslie Mark Hughes؛ زادهٔ ۱ نوامبر ۱۹۶۳) بازیکن فوتبال سابق و سرمربی فوتبال اهل ولز است. هیوز به عنوان بازیکن در تیمهای منچستر یونایتد، بارسلونا، بایرن مونیخ، چلسی، ساوت‌همپتون، اورتون و بلکبرن راورز بازی کرده‌است. او همچنین ۷۲ بازی برای تیم ملی فوتبال ولز انجام داده‌است.
هیوز به عنوان مربی در تیمهایی چون تیم ملی فوتبال ولز، بلکبرن راورز، منچستر سیتی، فولهام، کویینز پارک رنجرز و استوک سیتی مربیگری کرده‌است.

## آمار دوران مربیگری
| تیم               | از              | تا             | سابقه      | سابقه     | سابقه       | سابقه      | سابقه    | منبع        |
| تیم               | از              | تا             | تعداد بازی | تعداد برد | تعداد مساوی | تعداد باخت | درصد برد | منبع        |
| ----------------- | --------------- | -------------- | ---------- | --------- | ----------- | ---------- | -------- | ----------- |
| ولز               | ۳ اوت ۱۹۹۹      | ۱۳ اکتبر ۲۰۰۴  | ۴۱         | ۱۲        | ۱۵          | ۱۴         | ۰۲۹      | [ ۱ ] [ ۲ ] |
| بلکبرن            | ۱۵ سپتامبر ۲۰۰۴ | ۴ ژوئن ۲۰۰۸    | ۱۸۸        | ۸۲        | ۴۷          | ۵۹         | ۰۴۴      | [ ۳ ]       |
| منچستر سیتی       | ۴ ژوئن ۲۰۰۸     | ۱۹ دسامبر ۲۰۰۹ | ۷۷         | ۳۶        | ۱۵          | ۲۶         | ۰۴۷      | [ ۳ ]       |
| فولهام            | ۲۹ ژوئیه ۲۰۱۰   | ۲ ژوئن ۲۰۱۱    | ۴۳         | ۱۴        | ۱۶          | ۱۳         | ۰۳۳      | [ ۳ ]       |
| کویینز پارک رنجرز | ۱۰ ژانویه ۲۰۱۲  | ۲۳ نوامبر ۲۰۱۲ | ۲۰         | ۷         | ۲           | ۱۱         | ۰۳۵      | [ ۳ ]       |
| استوک سیتی        | ۳۰ مه ۲۰۱۳      | ۶ ژانویه ۲۰۱۸  | ۲۰۰        | ۷۱        | ۴۸          | ۸۱         | ۰۳۶      | [ ۳ ]       |
| مجموع             | مجموع           | مجموع          | ۵۸۳        | ۲۲۳       | ۱۴۸         | ۲۱۲        | ۰۳۸      | —           |